# Mas Bruguera
El Mas Bruguera és un mas al municipi de Regencós a la comarca catalana del Baix Empordà.